# Elektrolasta
Elektrolasta je grupa iz Pančeva čija je muzika između ostalog bila okarakterisana kao upotreba stilskih obrazaca sintpopa u parodične svrhe. (Politika) Iako nikada izdata kao regualaran singl, njihova pesma „Guzata tinejdžerka“, kao i video spot snimljen za nju postala je jedan od najboljih primera zaokreta u perspektivi muzičke pop „alternative“ nakon 2000. godine, što je potvrđeno od više nezavisnih regionalnih magazina (muzika.hr, popboks). Elektrolasta je sa nekoliko pesama učestvovala na kompilaciji „Šta treba maloj deci“ (Kornet, 2007).

## Napomene
1. ↑  Политика Online - Пародија као контра
2. ↑  http://www.muzika.hr/clanak/15912/recenzije-albuma/tri-puta-sedam-je-dobitna-kombinacija.aspx%5B%5D
3. ↑  http://www.popboks.com/tekst.php?ID=5846 Архивирано на веб-сајту  (7. децембар 2008), terapija.net http://www.terapija.net/mjuzik.asp?ID=3669